# Venus im Pelz

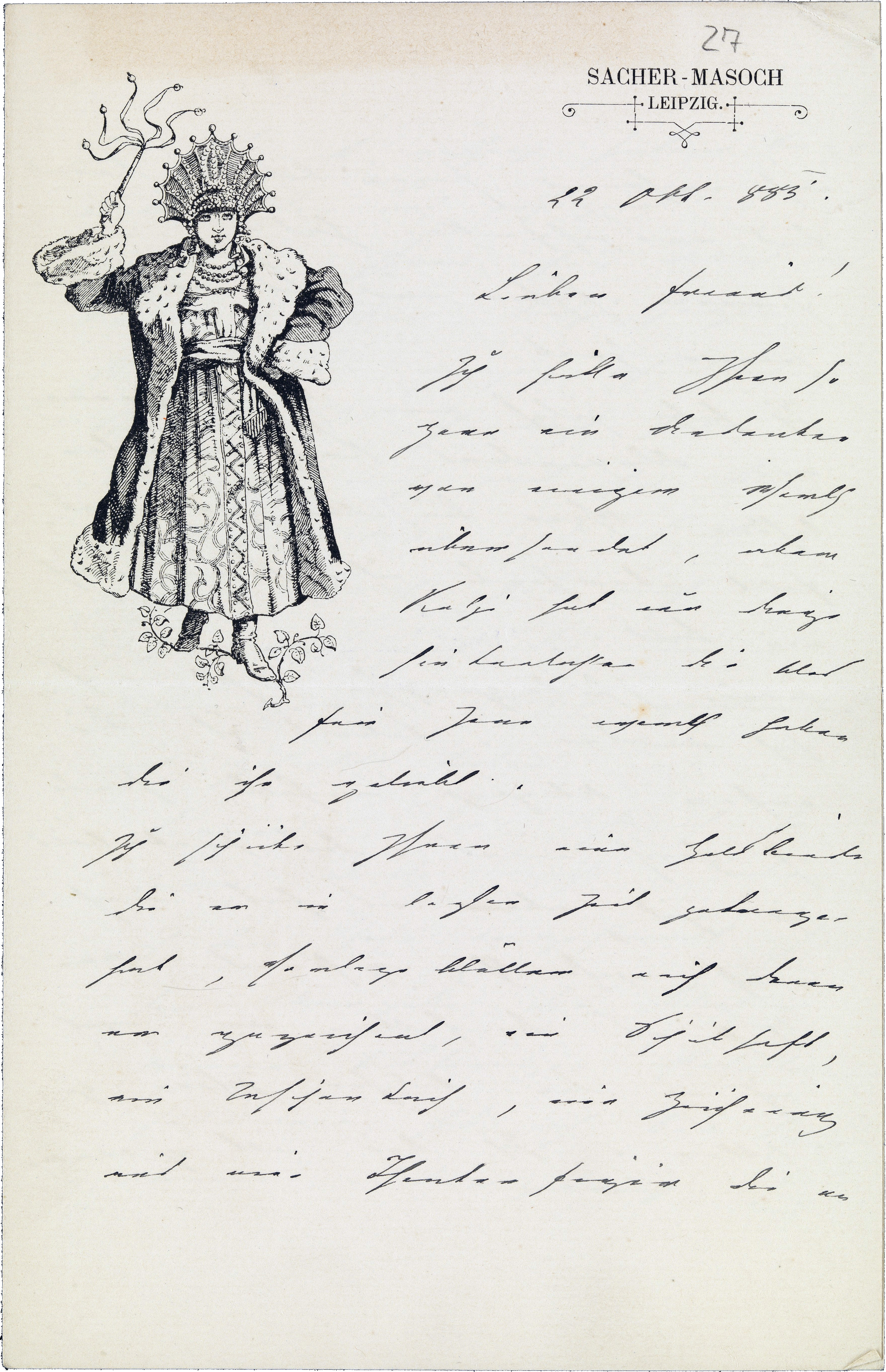
Brief von Sacher-Masoch mit Skizze der Venus im Pelz, Leipzig 1883

Venus im Pelz ist eine Novelle  von Leopold von Sacher-Masoch aus dem Jahre 1870 und sein stark vom eigenen Leben inspiriertes, bekanntestes Werk. Sie ist Teil seines groß angelegten Novellenzyklus Das Vermächtnis Kains, der nicht fertiggestellt wurde. Der in zwei Bänden erschienene erste Teil zum Thema „Liebe“ enthält die als Prolog für den gesamten Novellenzyklus konzipierte Erzählung Der Wanderer, die bereits 1866 entstandene Vorrede des Kritikers Ferdinand Kürnberger zu Don  Juan von Kolomea, Der Capitulant und Mondnacht. Im zweiten Band erschienen Die Liebe des Plato, Venus im Pelz und Marzella oder das Märchen vom Glück. Sacher-Masoch beschreibt darin die extremen Wechselbäder der Gefühle, die der „Sklave“ Severin durch seine Herrin Wanda erfährt, die ihn in ihrer feminin-dominanten Rolle als Venus im Pelz an seine körperlichen und geistigen Grenzen treibt, um ihn schließlich zu verlassen – wegen eigener unbefriedigter Unterwerfungssehnsucht oder aber um ihn von seinem Masochismus zu heilen.

## Handlung
Protagonist der Handlung ist Severin von Kusiemski, der seine Erfahrungen einem Freund in Form eines Manuskripts zu lesen gibt. Auslöser dieser Rahmenhandlung ist ein Traum dieses Freundes, in dem eine griechische Venus im christlichen Norden friert und sich in Pelze hüllen muss, und ein Gemälde in Severins Zimmer, das ihn in jungen Jahren in demütiger Haltung zu Füßen einer Venus im Pelz zeigt.
Severin trifft als junger Mann in einem Karpatenbad die junge und reiche Witwe Wanda von Dunajew, von deren Schönheit und Ähnlichkeit zur schon seit seiner Kindheit verehrten griechischen Venus er fasziniert ist. Den Heiratsantrag Severins will Wanda jedoch nicht annehmen und schlägt ihm stattdessen eine einjährige Probezeit vor.
Nach mehrmaligem Bitten Severins willigt Wanda ein, seine Herrin zu sein, woraufhin Severin nach der Abreise aus dem Karpatenbad zu ihrem Sklaven Gregor verwandelt wird. Wanda erfüllt nun vollkommen Severins Phantasie eines schönen Weibes, das seinen Sklaven despotisch unterwirft und (auch grundlos) physisch und psychisch quält. Doch sie fällt immer wieder aus ihrer Rolle und ist stundenweise die liebende, zärtliche Geliebte Severins.
Dieser kann immer weniger mit den Verehrern Wandas umgehen, findet aber, da er vertraglich an Wanda gebunden ist, keinen anderen Ausweg aus seiner Situation, als sich selbst zu töten, was er allerdings nicht übers Herz bringt. Trotz seines Leidens an der Situation ist Severin immer noch in seinen masochistischen Phantasien gefangen.
Erst als Wanda ihn verrät und ihrem sadistischen Liebhaber, dem Griechen Alexis Papadopoulis, zum Auspeitschen überlässt und dabei lachend zusieht, scheint Severin „geheilt“. Er kehrt zurück auf das Gut des Vaters und nimmt sein vorheriges Leben wieder auf. In seiner Beziehung zu Frauen ist nun er der Herrschende und Unterwerfende, da er ein gleichberechtigtes Zusammenleben von Mann und Frau für ausgeschlossen hält, solange Frauen nicht auch gesellschaftlich bezüglich Bildung und Arbeit dem Mann gleichgestellt sind.

## Masochismus
Der Begriff Masochismus, den Richard von Krafft-Ebing erstmals in die Psychologie einführte, geht auf die Venus im Pelz zurück und ist aus Leopold von Sacher-Masochs Nachnamen abgeleitet.

## Zitate
„Aber die Moral?“

„Daß das Weib, wie es die Natur geschaffen und wie es der Mann gegenwärtig heranzieht, sein Feind ist und nur seine Sklavin oder seine Despotin sein kann, nie aber seine Gefährtin. Dies wird sie erst dann sein können, wenn sie ihm gleich steht an Rechten, wenn sie ihm ebenbürtig ist durch Bildung und Arbeit.“

„Du willst nur mein sein unter Bedingungen, während ich dir bedingungslos gehöre.“

## Indizierung
Das Werk wurde in Deutschland 1958 von der Bundesprüfstelle für jugendgefährdende Schriften indiziert, d. h. auf die Liste der jugendgefährdenden Schriften gesetzt. Mittlerweile ist es im Handel wieder frei erhältlich. Im Buch finden sich keinerlei sexuelle Beschreibungen. Auch Nacktheit ist kaum ein Thema, die wenigen Szenen sind recht harmlos: Wanda beim Umkleiden oder beim Baden. Die Zensur erfolgte mutmaßlich also nur aufgrund der intensiven Darstellung des Lustgewinns durch Auspeitschen und Unterwerfung.

## Adaptionen
Die Novelle wurde bisher sechsmal für den Film adaptiert. 1969 wurde sie durch den Erotikregisseur Jesus Franco mit Klaus Kinski in einer Hauptrolle verfilmt. Im selben Jahr verfilmte sie auch Regisseur Massimo Dallamano mit Laura Antonelli. 1967 folgte eine Verfilmung durch Joseph Marzano. 1985 drehte Monika Treut mit Verführung: Die grausame Frau einen experimentellen Spielfilm, der in Teilen auf der Novelle basiert. 1994 entstand eine Verfilmung durch Victor Nieuwenhuijs und Maartje Seyferth. Roman Polańskis Film Venus im Pelz (La Vénus à la fourrure) auf der Grundlage des Bühnenstücks Venus in Fur von David Ives hatte im Mai 2013 bei den Internationalen Filmfestspielen von Cannes Premiere.
- Außerdem veröffentlichte die Rockformation The Velvet Underground einen gleichnamigen, von Lou Reed geschriebenen Song (Venus in Furs) auf ihrem 1967 erschienenen ersten Album The Velvet Underground and Nico, dessen Text sich deutlich auf den Roman bezieht.[4]
- Unter dem Titel Venere in pelliccia adaptierte 1984 Guido Crepax das Buch als Comic, der im Verlag Olympia Press in Mailand verlegt worden ist. Der Comic wurde 1992 auch auf Deutsch bei Schreiber und Leser veröffentlicht.
- 2005 nahm Bela B. zusammen mit der Schauspielerin Catherine Flemming eine Vertonung der Novelle Venus im Pelz als Hörbuch auf.
- 2007 veröffentlichte Amy May alias Paris Motel auf ihrem Album In the Salpêtrière einen Song namens After Wanda, der an das Ende der Novelle anschließt.
- 2009: Im Pelz, ein Theaterstück von Katharina Schmitt nach Motiven von Sacher-Masoch; die Uraufführung war am Schauspiel Leipzig.
- 2010: Venus in Fur, ein Bühnenstück von David Ives für zwei Personen, in dem eine Adaptierung der Novelle für das Theater thematisiert wird, dessen deutschsprachige Erstaufführung 2013 am Renaissance-Theater Berlin erfolgte.
- 2017: Venus in Fur, englischsprachige Aufführung des Bühnenstücks von David Ives des Englischen Theater Leipzig im Neuen Schauspiel mit Madlen Meyer und Peter Seaton-Clark.[5]

## Ausgaben
- Leopold von Sacher-Masoch: Venus im Pelz. In: Ders.: Das Vermächtniß Kains. Erster Theil. Die Liebe. Zweiter Band. Cotta, Stuttgart 1870, S. 121–368 (Erstausgabe).
- Carlo Di Mascio: Masoch sovversivo. Cinque studi su Venus im Pelz. Phasar Edizioni, Florenz 2018, ISBN 978-88-6358-488-2.